# معاملة المثليين في السعودية
يواجه الأشخاص من المثليين والمثليات ومزدوجي التوجه الجنسي والمتحولين جنسياً (اختصاراً: مجتمع الميم) في السعودية تحديات قانونية واجتماعية لا يواجهها غيرهم من المغايرين جنسيا. حيث إن النشاط الجنسي المثلي بين الرجال وبين النساء غير قانوني، وفقا لما جاء في الدين الإسلامي من تحريم لهذه العلاقات ووفقا للأعراف والعادات الاجتماعية، فإن الحكومة لا تعترف بأي حقوق للمثليين. ينظر للمثلية الجنسية والمتحولين جنسيا على نطاق واسع على أنها أنشطة محرمة حسب الشريعة الإسلامية، ويعاقب القانون المستمد من الشريعة الإسلامية الأشخاص الذين يمارسون الجنس المثلي (وتعتبر ممارسة الجنس المغاير بزواج أو بدون زواج غير قانونية)، ويعاقب القانون النشاط الجنسي المثلي وشهوة الملابس المغايرة بعقوبات قد تشمل الغرامات، والسجن.

## قانونية النشاط الجنسي المثلي

### القوانين الجنائية
ليس للمملكة العربية السعودية قانون جنائي خاص بها، حيث أن هذا القانون يتشكل عبر الأوامر والمراسيم الملكية والآراء الفقهية للقضاة ورجال الدين الذين يشكلون معا السلطات العليا في البلاد. كما أن الكثير من القوانين التي دونت لاحقا؛ ركزت على مجالات معينة مثل الاقتصاد والعلاقات الخارجية، هذا وتجدر الإشارة إلى أن الإصلاحيين كثيرا ما دعو إلى تدوين القوانين هناك، ويبدو أن هناك اتجاهًا في البلاد لتدوين بعض القوانين الجنائية والمدنية السعودية ونشرها وترجمتها.

نصح مجلس القضاء السعودي عام 1928، القضاة المسلمين البحث عن التوجيه في كتابين للفقيه الحنبلي مرعي بن يوسف آل كرمي المقدسي (توفي في 1624). أن يعامل اللواط
«كما يتم التعامل مع الزنا. بالطريقة نفسها. إذا كان المحصن [تترجم عادةً باسم»الزاني«ولكنه يعني تقنيًا شخصًا قام بعلاقة جنسية، ولكن قد يكون أو لا يكون متزوجًا حاليًا] وحرًا [ليس عبدًا] ، فيجب رجمه حتى الموت، في حين يجب أن يعاقب العازب الحر ب100 جلدة ونفى لمدة عام.»
يتم إثبات اللواط إما عن طريق اعتراف مرتكب الجريمة أربع مرات أو بشهادة أربعة رجال مسلمين جديرين بالثقة، والذين كانوا شهود عيان على الفعل. إذا كان هناك أقل من أربعة شهود، أو إذا لم يكن أحدهم غير متأكد، فسيتم معاقبتهم جميعًا بـ 80 جلدة بتهمة القذف.
أصدر الملك السعودي خالد عام 1980، العديد من المراسيم الملكية والتي تهدف إلى ضمان الدعم بين المحافظين المتدينين في أعقاب انتفاضة من الأصوليين الدينيين في عام 1979، والمعروفة باسم حادثة الحرم المكي.
قامت «قواعد الاعتقال والحراسة المؤقتة وتنظيم الاحتجاز الاحترازي» بتدوين القانون الجنائي الخاص بالمثلية الجنسية من خلال إدراجه ضمن الجرائم التي تستدعي الاعتقال والاحتجاز. بالإضافة إلى المرسوم الملكي الصادر رسميا عن هيئة الأمر بالمعروف والنهي عن المنكر والذي له الحق والسلطة في اعتقال واحتجاز الأشخاص الذين ينتهكون تقاليد الدين الإسلامي ومقتضياته، بما في ذلك العلاقات المثلية ولبس الملابس المغايرة وما إلى ذلك.
ما زالت المثلية الجنسية أحد الأهداف الرئيسية التي تحاول هيئة الأمر بالمعروف مكافحتها ومحاربة «انتشارها»، جنبا إلى جنب مع حملتها ضد استهلاك الكحول وممارسة السحر.
في سبتمبر 2013، تم الإعلان عن موافقة جميع دول الخليج التعاونية على مناقشة اقتراح لإنشاء شكل من أشكال الاختبار، غير معروف حتى الآن، لمنع الأجانب المثليين من دخول أي من هذه الدول. ومع ذلك، فقد بسبب الاهتمام باستضافة كأس العالم لكرة القدم 2022 في قطر، والمخاوف من الجدل في حالة أن مشجعي كرة القدم قد تم فحصهم، جعل المسؤولين يتراجعون عن هذه الخطط ويصرون على أنها كانت مجرد اقتراح.

### الإجراءات الجنائية

#### الحالات
ذكرت الحكومة السعودية عام 2000، أنه قد تم الحكم بالسجن لمدة طويلة على تسعة رجال سعوديين مع عقوبة الجلد وذلك بسبب قيامهم بارتداء الملابس النسائية وممارستهم لعلاقات جنسية مثلية. وفي نفس العام أعدمت الحكومة ثلاث عمال رجال بسبب تهمة المثلية والاعتداء والتحرش الجنسي بالأطفال.
وضعت الحكومة السعودية عام 2001، قوانين رسمية معنية بالإجراءات الجنائية، على الرغم من أن العديد من المحاكم كانت بطيئة في اعتماد هذا النظام، إلا أنه في النهاية تم تطبيقه. وفي نفس السنة اتُهم المعلم السعودي والكاتب المسرحي محمد السحيمي بالتشجيع على المثلية الجنسية وبعد المحاكمة تم الحكم عليه بالسجن، لكن في عام 2006 تم منحه العفو وسُمح له مجددا باستئناف التدريس.
اعتقلت الحكومة 92 رجلا بتهمة المثلية الجنسية في شهر أيار/مايو من عام 2005، وقد حكمت عليهم بالسجن لعدة أشهر بالإضافة إلى دفع غرامات مالية هذا مع عقوبة الجلد. وبالمثل، في 7 تشرين الثاني/نوفمبر داهمت شرطة الرياض ما وصفته الصحافة السعودية بـ«مسابقة الجمال للرجال المثليين» في القطيف. لم يعرف مصير الرجال الخمسة الذين اعتقلوا لتنظيمهم الحدث.

داهمت الحكومة العديد من الأشخاص المقيمين بطريقة غير شرعية في المملكة وذلك بتهم مختلفة مثل حيازة المخدرات أو التجارة فيها، وكذلك العمل في المواد الإباحية وممارسة البغاء والمثلية الجنسية خاصة في الفترة ما بين عامي 2004-2005، كما تم إلقاء القبض على مجموعة من الفلبينيين وذلك بتهم مختلفة من أبرزها حيازة الكحول والدعارة المثلية. وقالت صحيفة عرب نيوز قد علقت على سلسلة الاعتقالات هذه قائلة:
كانت هناك العديد من الاحتجاجات الدولية من منظمات حقوق الإنسان بشأن أوضاع مجتمع المثليين في السعودية، مما دفع بعض المسؤولين السعوديين في سفارة المملكة العربية السعودية في واشنطن بشكل غير رسمي إلى الإشارة إلى أن المملكة ستطبق عقوبة الإعدام فقط في حالة الإدانة ما بالتحرش الجنسي بالأطفال أو الاغتصاب أو الاعتداء الجنسي أو القتل أو التورط في أي شيء يعتبر شكلاً من أشكال الدعوة السياسية.
في عام 2010، أدين الأمير سعود بن عبد العزيز بن ناصر بن عبد العزيز آل سعود في محكمة العدل المركزية في لندن بيلي بقتل خادمه بندر عبد العزيز في الجناح الذي يقيمان في فندق لاندمارك في لندن. خلال المحاكمة، زُعم أن الأمير تلقى «تدليكًا جنسيًا» قبل القتل، وكان هو وعبد العزيز في علاقة جنسية. ووفقا للمدعي العام فإن الأمير كان قد عذب الخادم جنسيا وجسديا فضلا عن دفع مبالغ مالية مهمة مقابل حصوله على خدمات جنسية من رجال آخرين. وقد حكم عليه بالسجن مدى الحياة. في مارس 2013، سُمح له بالعودة إلى المملكة العربية السعودية لقضاء ما تبقى من فترة حبسه في أحد السجون السعودية. وفقًا للاتفاقية المبرمة بين المملكة المتحدة والمملكة العربية السعودية، يجب أن يقبع في السجن لمدة 20 عامًا على الأقل قبل إطلاق سراحه.
في 2011-2012 ، أعلنت صحيفة عكاظ السعودية أن الحكومة ألقت القبض على أكثر من 260 شخصًا لارتكابهم جرائم تتعلق بالمثلية الجنسية على مدى عام واحد. وفقا للتقرير الرسمي، تم القبض على الرجال وهم يرتدون ملابس نسائية، وماكياج للسيدات ويحاولون إستدراج الرجال الآخرين.
خلال هذه الحملة الحكومية على المثلية الجنسية، سُمح لهيئة الأمر بالمعروف والنهي عن المنكر بالقيام ببعض الاعتقالات البارزة.
في عام 2010، حُكم على رجل سعودي يبلغ من العمر 27 عامًا بالسجن لمدة خمس سنوات، و 500 جلدة بالسوط، وغرامة قدرها 50,000 ريال سعودي بعد ظهوره في شريط فيديو إباحي مثلي للهواة على الإنترنت يزعم أنه تم التقاطه داخل أحد سجون جدة. وفقًا لمصدر حكومي لم تكشف هويته، «حكمت المحكمة المحلية على المتهمين في قضية المثلية الجنسية التي أحالتها إليها هيئة الأمر بالمعروف والنهي عن المنكر في جدة قبل محاكمته بتهمة انتحال شخصية رجل أمن وتصرفات مخزية وسلوك ينتهك التعاليم الإسلامية». بدأت القضية عندما قام طاقم الهيئة بالقبض على الرجل بتهمة ممارسة المثلية الجنسية. أحيل إلى مكتب التحقيق والادعاء، الذي أحاله إلى المحكمة المحلية.
حتى المسؤولون الحكوميون ليسوا في مأمن من العقوبات الجنائية. تقدم دبلوماسي سعودي مثلي يدعى علي أحمد العسيري بطلب للجوء في الولايات المتحدة بعد أن اكتشفت الحكومة السعودية توجهه الجنسي.
يكون عديد الأشخاص الذين تم إعدامهم، قد قاموا بجرائم أخرى، مثل السرقة واغتصاب الرجال والاختطاف والقتل. فعلى سبيل المثال، أُعدم يمني مثلي الجنس بسبب قيامه باغتصاب وسرقة وقتل مقيم باكستاني في عام 2013.
في عام 2014، حُكم على رجل سعودي يبلغ من العمر 24 عامًا بالسجن لمدة ثلاث سنوات و 450 جلدة بعد أن أدانته محكمة في المدينة المنورة "بالترويج لممارسة جريمة "المثلية الجنسية"، بعد أن تم القبض عليه باستخدام تويتر لترتيب مواعيد مع رجال آخرين.
في عام 2019، نفذت المملكة العربية السعودية إعدامًا جماعيًا ل37 رجلًا اتُهموا عمومًا بالتجسس أو الإرهاب لصالح إيران. بالإضافة إلى ذلك اتُهم خمسة من هؤلاء الرجال بممارسة الجنس مع بعضهم البعض.

## الاعتراف القانوني بالعلاقات المثلية
لا تعترف البلاد بزواج المثليين، الشراكات المنزلية أو الاتحادات المدنية.

## الهوية الجندرية والتعبير عنها
تحظر الحكومة السعودية شهوة الملابس المغايرة و كون الشخص متحولا جنسيا وذلك بموجب الشريعة الإسلامية، وبالتالي فهي غير قانونية داخل المملكة، وعادة ما تصل عقوبتها إلى نفس عقوب المثلية الجنسية من السجن ودفع الغرامات المالية بل قد تصل حتى الإعدام سواء أكان مرتكب الفعلة رجل أو امرأة وسواء كان سعودي أو أجنبي، والطرد والترحيل في حالة كون المتهم أجنبيا.
لا تسمح الحكومة السعودية بالقيام بجراحة إعادة تحديد الجنس في المملكة، ولا تسمح للناس بالحصول على مستندات قانونية جديدة لتغيير جنسهم في مستنداتهم. كما هو الحال مع المثلية الجنسية، قد يشعر أفراد الأسرة بأنهم ملزمون بقتل الإخوة والأقارب من مجتمع المثليين من أجل «حفظ ماء الوجه» أو استعادة شرف العائلة وتقديرها داخل المجتمع.
في عام 2017 ، زُعم أن باكستانيين من المتحولين جنسيا "«عبئا في أكياس، وسُحبا بالعصي وتعرضا للتعذيب حتى الموت» على أيدي الشرطة السعودية. ومع ذلك، قال بيان صادر عن وزارة الداخلية السعودية إن التقارير "كاذبة تمامًا و[بأنه] لم يتعرض أحد للتعذيب".
لا يُسمح للأشخاص الذين يحملون بطاقة هوية متحولين جنسياً أو متحولين جنسياً بالحج إلى مكة.

## ظروف الحياة

### الحق في الخصوصية
ينص النظام الأساسي للحكم في السعودية على حق الأفراد في الخصوصية، وحسب المادة السابعة والثلاثون فأن للمساكن حرمتها، ولا يجوز دخولها بغير إذن صاحبها، ولا تفتيشها، إلا في الحالات التي يبينها النظام.

### التمييز والتحرش
ليس لدى السعودية قوانين ضد التمييز على أساس التوجه الجنسي أو الهوية الجندرية، الدعوة لحقوق المثليين غير قانونية داخل المملكة ويبدو أن المجموعة الوحيدة التي تفعل ذلك هي حزب الخضر السعودي. لاتسأل تأشيرة الخروج والدخول المطلوبة الناس عن توجههاتهم الجنسية، كما هو الحال مع الجنسية، الجنس، الدين والحالة الاجتماعية. في عام 2011، تم تغريم ميرل رادوي، وهو لاعب كرة قدم روماني يلعب لنادي الهلال السعودي، 20 ألف ريال سعودي وتم إيقافه في مباراتين بعد شتمه لاعب كرة قدم سعودي، حسين عبد الغني، الذي يلعب لنادي النصر السعودي بأنه مثلي الجنس. كان التعليق العام، المقصود منه الإهانة، مثيرًا للجدل إلى حد كبير، وولّد تغطية كبيرة في الصحافة السعودية، بما في ذلك رفض حسين عبد الغني مصافحة ميريل رادوي بعد مباراة لاحقة.
أعلنت منظمة مجلس التعاون الخليجي عام 2013، والتي تُعتبر المملكة العربية السعودية عضوا فيه، عن خطط لحظر المثليين الأجانب من دخول دول الخليج، وقد قيل أن هذا الحظر تم تنفيذه نوعا ما من خلال إجراء نوع من الاختبارات قبل السماح بالدخول.

### التعليم
يتطلب التعليم العام في المملكة العربية السعودية، تعليم القيم الإسلامية على أساس تفسير القرآن، والذي يتضمن إدانة قوية للمثلية الجنسية. وبالإضافة إلى ذلك، فالإسلام يدين شهوة الملابس المغايرة. أما الكتب المدرسية فهي صادرة عن وزارة التعليم التي تحاول قدر الإمكان إبراز وجهة النظر الإسلامية ضد أفعال المثلية الجنسية بالقول:
في عام 2012 ، طلبت الحكومة السعودية من هيئة الأمر بالمعروف والنهي عن المنكر المساعدة في طرد الطلاب الذين تم الحكم عليهم، من خلال سلوكياتهم وذوقهم في الموضة، بكونهم مثليين أو مثليات.
أما المدارس الخاصة الموجودة في المملكة العربية السعودية فهي مبنية أساسا لتلبية احتياجات المغتربين من الأطفال وهم بشكل عام أكثر قليلا من السلطة التقديرية في تحديد المناهج الدراسية والسياسات. إلا أن غالبية المغتربين هم من الأسر المسلمة، لذلك فمن المرجح أن المدرسة الخاصة تقوم بتلقين المعتقدات الأساسية للإسلام فقط من خلال دروس عن الثقافة واللغة والتاريخ في المملكة العربية السعودية. يميل محتوى الكتاب المدرسي أو السياسات المتعلقة بالمثلية الجنسية أو شهوة الملابس المغايرة إلى التأثر بالمواقف السائدة للمغتربين وبلدهم الأصلي.

### الرقابة
تفرض الحكومة السعودية رقابة شديدة على وسائل الإعلام مع إلزامية دفع غرامات مالية لوسائل الإعلام الأجنبية التي تخترق القوانين وقد تصل العقوبات إلى السجن، كما قد يتم ترحيل أي شخص يمتلك أو يسترد أو يوزع أو ينتج مواد إعلامية دون موافقة الحكومة. إهانة الأسرة الحاكمة السعودية يمكن أن يكون بحد ذاته جريمة يعاقب عليها بالإعدام.
يتم التعامل مع المثلية الجنسية من خلال الحديث عنها في الأخبار من جهة، ومن خلال التغطية الإخبارية للمسائل الجنائية من جهة ثانية، حيث عادة ما تُلمح وسائل الإعلام السعودية إلى أن هذه الأفعال هي السبب المباشر لفيروس نقص المناعة البشرية أو التلميح إلى اعتبارها انحطاطا غربيا. يسمح بتأييد حقوق المثليين .
يُمنع بالمثل على البرامج الإذاعية والتلفزيونية التعبير عن دعمها لحقوق المثليين، لكن يمكن مناقشة المثلية الجنسية وشهوة الملابس المغايرة طالما تم تعزيز المواقف السلبية والتحيزات ضدهما. قد يعرض برنامج تلفزيوني عبر الهاتف «اتصال هاتفي» لمناقشة حول عدم أخلاقية أو «مرضية» المثلية الجنسية، أو، كما في حالة ميريل رادوي، قد تركز التغطية على شخص مشهور، وفي هذه الحالة لاعب كرة قدم روماني المولد، أهان ضمنيا بشكل زائف، أن لاعب كرة قدم آخر كان مثلي الجنس.
تسمح الحكومة بوجود دور عرض للأفلام العامة، منذ عام 2018، لكن الأفلام تخضع للرقابة وكذلك أقراص دي في دي المشتراة في العديد من متاجر البيع بالتجزئة. تعد المواضيع المتعلقة بمجتمع المثليين عمومًا واحدة من المواضيع التي يتم حظرها وتنحيتها من الفيلم. يحتفظ وكلاء الجمارك بقائمة من الأفلام أو البرامج التلفزيونية التي لا يُسمح بدخولها إلى المملكة.
يقع التنظيم الحكومي للإنترنت بشكل عام تحت المراسيم الملكية بشأن مكافحة جرائم الإنترنت (2007). تحظر المادة 6 إنشاء أو توزيع أو الوصول إلى المحتوى على الإنترنت أو صفحات الويب التي تعتبرها الحكومة إباحية أو تنتهك القيم الدينية أو الآداب العامة أو تهدد الصحة العامة أو السلامة أو النظام.
منعت الحكومة السعودية بشكل متكرر مستخدمي الإنترنت في المملكة من الوصول إلى صفحات الويب أو غيرها من المحتويات عبر الإنترنت التي تعبر عن دعمها لحقوق المثليين. تمتد القيود المفروضة على الإنترنت على صفحات الويب والمدونات الاجتماعية وتحميل الفيديو.
في عام 2010، تم اتهام رجل سعودي يبلغ من العمر سبعة وعشرين عامًا بممارسة المثلية الجنسية وانتحال شخصية أحد ضباط الشرطة عندما نشر مقطع فيديو هزلي عن نفسه على الإنترنت، حيث يناقش الثقافة الشعبية، ويظهر شعر صدره ويغازل رجل الكاميرا. حُكم عليه بالسجن لمدة عام، مع 1000 جلدة، وأمر بدفع غرامة قدرها 5000 ريال سعودي (1333 دولار أمريكي).

### الأندية والجمعيات
تتطلب الأندية والجمعيات الخيرية والجمعيات السياسية إذنًا من الحكومة لكي تتواجد، ولن يتم منحها لأي منظمة تدعم حقوق المثليين أو حتى تسعى للعمل كنادي اجتماعي لمجتمع المثليين.

## فيروس العوز المناعي البشري/الإيدز
لا يوجد برنامج داخل المملكة لوقف انتشار فيروس نقص المناعة البشرية المكتسب/الإيدز بين مجتمع المثليين. لجميع المواطنين السعوديين المصابين بفيروس نقص المناعة البشرية أو الإيدز الحق في الرعاية الطبية المجانية، وحماية الخصوصية وتوفير فرص العمل. كما تعمل الحكومة على إنتاج مواد تعليمية تشرح فيها كيفية انتشار المرض وسبل الوقاية منه وذلك منذ بداية عقد الثمانينات. عبد الله حقيل هو طبيب سعودي متخصص في هذا الوباء، وقد سمحت له الدولة بالقيام بإعلانات عامة في التلفزيون يشرح فيها خطورة المرض وكيفية انتشاره. وبالرغم من ذلك فهذا المرض لا زالت تحيط به نسبة من الجهل في السعودية، وقد بنت الحكومة العديد من المستشفيات لعلاج المصابين بالإيدز أو الحاملين لفيروس نقص المناعة البشرية، إلا أن العديد منها ترفض في كثير من الأحيان رعاية مثل هؤلاء الناس أو تقوم بعلاجهم دون رأفة أو إنسانية. كما أن المستشفيات والمدارس غالبا ما يترددون في توزيع معلومات للحكومة عن هذا المرض لأنه من التابوهات والوصمة المرتبطة بكيفية انتقال المرض. هذا وتجدر الإشارة إلى أن بيع الواقي الذكري هو أمر قانوني في السعودية، ولكن حتى وقت قريب، كانت الواقيات نادرا ما تتوفر في أي مكان آخر باستثناء بعض المستشفيات أو متاجر المستلزمات الطبية.

### عقد التسعينيات
بدأت الحكومة السعودية خلال أواخر العقد التاسع من القرن العشرين، ببطء تصعيد حملتها للتوعية العامة حول فيروس نقص المناعة البشرية، كما بدأت في وقت لاحق بالاعتراف باليوم العالمي للإيدز، وسُمح للصحف اليومية باللغتين العربية والإنجليزية بنشر مقالات وآراء عبرت عن الحاجة إلى مزيد من التثقيف بشأن المرض والمزيد من التعاطف مع المصابين. كان عدد الأشخاص الذين يعيشون في المملكة المصابين سراً يخضع لحراسة مشددة، لأن السياسة الرسمية كانت غالبًا أن المرض لم يكن مشكلة خطيرة في المملكة لأن السعوديين يتبعون مبادئ الأخلاق الإسلامية التقليدية.

### 2003
في عام 2003 أعلنت الحكومة أنها علمت أن هناك 6,787 حالة مصابة بهذا الفيروس، وفي عام 2004 ارتفعت الحصيلة الرسمية الصادرة عن الحكومة إلى 7,808. وتدعي الحكومة السعودية أن معظم الحالات المسجلة هي لذكور أجانب أصيبوا بالمرض من خلال ممارستهم لعلاقات جنسية «محظورة».

### 2006
اعترفت وزارة الصحة علنا في شهر حزيران/يونيو 2006، بأن أكثر من 10,000 مواطن سعودي مصاب بفيروس نقص المناعة البشرية. وفي كانون الأول/ديسمبر من العام 2006 دعت الجريدة اليومية السعودية عرب نيوز إلى زيادة الوعي العام من انتشار الفيروس وسببه قصد التضامن مع أولئك الأشخاص المصابين به. في العام نفسه، ظهر شخص يُدعى رامي الحارثي وهو مواطن سعودي كشف أنه قد أصبح من المصابين بفيروس نقص المناعة البشرية وذلك بعد قيامه بعملية جراحية وأصبح مؤيدًا رسميًا للتعليم ويظهر تعاطفه مع المصابين. شاركت الأميرة علياء بنت عبد اللّه في الجمعية السعودية للإيدز، الذي سمح في ديسمبر 2006 بعقد مزاد علني للأعمال الخيرية الخيرية، تلاه مناقشة حول كيفية تأثير المرض على المملكة التي تضم اثنين من السعوديين المصابين بفيروس نقص المناعة البشرية. وقد تم تنظيم هذا الحدث بمساعدة البرنامج الوطني السعودي لمكافحة الإيدز الذي ترأسه الدكتورة سناء فلمبان.

### 2007
في كانون الثاني/يناير من العام 2007، سمح أستاذ الاقتصاد في جامعة الملك عبد العزيز بإجراء مسح على حفنة من طلاب الجامعة للتأكد والتيقن من مستوى تعليمهم عن هذا الوباء. وقد لقيت الكثير من المشاريع التي تهتم بمحاولة القضاء على فيروس نقص المناعة البشرية أو على الأقل محاربة انتشاره دعم العائلة المالكة السعودية، كما لقيت هذه المشاريع دعم معظم الأطباء، وقد كانت هناك العديد من المحاولات قصد الحصول على الإذن لإنشاء بعض المصحات الخاصة المهتمة بمرضى الإيدز، والتي من شأنها أن تعمل على مساعدة المصابين بهذا المرض سواء في وظائفهم أو في تعليمهم أو طريقة التعامل مع أسرهم وما إلى ذلك، كما هدفت هذه المشاريع إلى العمل على محاربة التحيز الذي يواجه الأشخاص المصابين والمرضى. نشرت الجمعية الوطنية لحقوق الإنسان في السعودية وثيقة تشير إلى طرق لتحسين معاملة الناس الذين يعيشون ويتعايشون مع المرض، كما اقترحت قانون عُرف باسم «قانون الحقوق»، لكن هذا القانون لقي جدلا كبيرا مما دفع بمنظمة هيومن رايتس ووتش إلى انتقاد الجمعية واتهامها بتقويض حقوق الإنسان في الجهود العالمية الرامية إلى مكافحة هذا الوباء.

### الأجانب المصابين بالإيدز
يجب على الأجانب الذين يتقدمون بطلب للحصول على تأشيرة للعمل داخل السعودية الإدلاء بشهادة طبية تُثبت أنهم ليسوا مصابين بهذا الفيروس، قبل أن تسمح لهم السلطات المعنية من دخول البلاد، وأنهم ملزمون بإجراء اختبار فور وصولهم إلى مختبر حكومي معتمد. ليتم إصدار أول تصريح عمل لهم، يجب عليهم أيضًا إجراء الاختبار مرة أخرى قبل تجديد الإقامة أو تصريح العمل. سيتم ترحيل أي أجنبي يكتشف أنه مصاب إلى بلد المنشأ بمجرد اعتباره لائقًا للسفر. لا يُسمح للأجانب بالوصول إلى أي أدوية خاصة بفيروس نقص المناعة البشرية.

## ملخص
| قانونية النشاط الجنسي المثلي                                                             | / (العقوبة: الإعدام، السجّن، غرامات ماليّة) |
| المساواة في السن القانوني للنشاط الجنسي                                                  | No                                        |
| قوانين مكافحة التمييز في التوظيف                                                         | No                                        |
| قوانين مكافحة التمييز في توفير السلع والخدمات                                            | No                                        |
| قوانين مكافحة التمييز في جميع المجالات الأخرى (تتضمن التمييز غير المباشر، خطاب الكراهية) | No                                        |
| قوانين مكافحة أشكال التمييز المعنية بالهوية الجندرية                                     | No                                        |
| زواج المثليين                                                                            | No                                        |
| الاعتراف القانوني بالعلاقات المثلية                                                      | No                                        |
| تبني أحد الشريكين للطفل البيولوجي للشريك الآخر                                           | No                                        |
| التبني المشترك للأزواج المثليين                                                          | No                                        |
| السماح للمثليين ومزدوجي التوجه الجنسي والمتحولين جنسياً بالخدمة علناً في القوات المسلحة    | No                                        |
| الحق بتغيير الجنس القانوني                                                               | No                                        |
| الحصول على أطفال أنابيب للمثليات                                                         | No                                        |
| الأمومة التلقائية للطفل بعد الولادة                                                      | No                                        |
| تأجير الأرحام التجاري للأزواج المثليين من الذكور                                         | (غير قانوني للأزواج المغايرين كذلك)       |
| السماح للرجال الذين مارسوا الجنس الشرجي التبرع بالدم                                     | No                                        |